# Anisia stolida
Anisia stolida là một loài ruồi trong họ Tachinidae.